# Sant Roc de Sarroca
Sant Roc de Sarroca és l'església de l'antiga caseria de Sarroca, de l'antic terme municipal de Baén, i de l'actual de Baix Pallars, a la comarca del Pallars Sobirà.
Està situada a la mateixa caseria, ara simplement masia, de Sarroca. Edificada a l'edat moderna i depenent de Sant Andreu de Baén, es tracta de una capella petita, d'una sola nau i amb absis quadrat, sense destacar del conjunt.